# ليونارد شيبرد
ليونارد شيبرد هو سياسي كندي، ولد في 18 فبراير 1897، وتوفي في 10 ديسمبر 1969.